# Valdemar Schmidt (arkitekt)

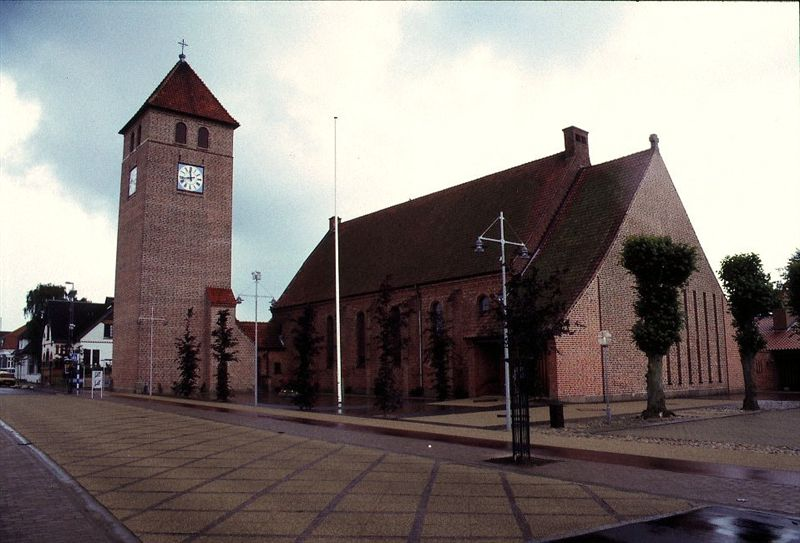
Kyrkan i Brønderslev.

Valdemar Schmidt, född 9 april 1864 i Øster Kondrup vid Randers, död 13 maj 1944, var en dansk arkitekt. 
Schmidt utbildade sig först till murare och studerade därefter vid Kunstakademiets Arkitektskole, där han var elev till professor Hans Jørgen Holm, och utexaminerades 1892. Han vann första pris i tre tävlingar: De Gamles Hjem i Århus (1899), Duevejens skola på Frederiksberg (1904), Kertemindes rådhus (1908), samt andra pris för kyrkan i Rønne (1908). Han ritade badanstalten Kjøbenhavn (1903), De Gamles Hjem i Århus (1904), Sankt Johannes kyrka i Århus (1905), Duevejens skole (1906), Kreditforeningsbygningen i Viborg (1907) (efter Hack Kampmanns skisser) och rådhuset i Kerteminde (1911). Vidare olika byggnader för Köpenhamns belysningsväsende, bland annat kontorsbyggnaden, Hj. af Bernstorffsgade och Stoltenbergsgade, Scala-Teatrets ombyggnad och Hotel Terminus samt flera stora bostadshus i Köpenhamn och privatbostäder. I Vendsyssel ritade han kyrkorna i Øster Hjermitslev, Rødhus och Brønderslev, i Odense restaurerade och tillbyggde han Sankt Knuds kloster. Åren 1917–1921 var han medlem av Frederiksbergs kommunalstyrelse.